# Фраунгоферський інститут інтегральних схем
Інститут інтегральних схем товариства Фраунгофера (нім. Fraunhofer-Institut für Integrierte Schaltungen, скорочено Fraunhofer IIS, FIIS) — науково-дослідний інститут прикладних та наукових досліджень товариства імені Фраунгофера, який спеціалізується у галузях інформатики, обробки інформації та телекомунікації. Розташований в передмісті Ерланґена в районі Тененлойе. Інші філіали інституту окрім Ерланґена розташовані у Дрездені, Нюрнберзі та Фюрті. Інститут здійснює розробки у сфері медичного обладнання, кодування/декодування даних, бездротового передавання даних.

## Заснування
Інститут носить своє ім'я з 1990 року. Інститут був створений на основі робочої групи інтегральних схем товариства Фраунгофера. Робоча група була заснована у 1985 році у Центрі мікроелектроніки та обчислювальної техніки у Ерланґені. Розширення Fraunhofer IIS відбулося у 1995 році із створенням у Нюрнберзі його філії — Прикладного центру транспортної лоґістики та інформаційної техніки.
У 1998 році заснований Центр розвитку рентгенівської техніки (EZRT). Центр стає відділенням Інституту інтегральних схем товариства Фраунгофера та має також спільне керування з Фраунгоферським інститутом неруйнівних систем контролю (Zerstörungsfreie Prüfverfahren, IZFP), що знаходиться у Саарбрюкені та Дрездені. З 2000 року EZRT знаходиться у Фюрті.
У будівлі Інституту в Ерланґені також розташована кафедра Інформаційної техніки Університету Ерлангена — кафедра інформаційної техніки LIKE (Lehrstuhl fur Informationstechnik).
Одна з найуспішніших розробок Інституту — всесвітньо відомий алгоритм кодування звуку, формат MP3. Кодеки, розроблені Інститутом IIS, використані в ОС Windows.

## Інститут
У чотирьох філіях інституту задіяно 650 співробітників. Бюджет інституту 2006 року становив 55 мільйонів євро. 60 % бюджету складають договори з промисловістю.